# District de Nevers
Le district de Nevers est une ancienne division territoriale française du département de la Nièvre de 1790 à 1795.
Il était composé des cantons de Nevers, Guerigny, Pougues, Rouy, Saint Sauge et Saint Sulpice.